# 飛行機雲 (綾瀬はるかの曲)
『飛行機雲』（ひこうきぐも）は、綾瀬はるかの3枚目のシングル。2007年12月5日にビクターエンタテインメントから発売された。

## 概要
初回限定盤には「飛行機雲」のPVを収録したDVDが同梱されている。

## 収録曲
1. 飛行機雲 [4:58]
作詞：Satomi、作曲・編曲：蔦谷好位置
2. 小さなクジラ [5:16]
作詞：飯岡隆志　作曲：野口圭　編曲：ha-j
3. 飛行機雲 （instrumental）
4. 小さなクジラ （instrumental）

## 参加ミュージシャン
- 蔦谷好位置 - Keyboards & Programming（#1）
- ha-j - All instruments & Programming（#2）
- 山口修平 - Guitar（#1）
- 大日向治子 - Chorus（#1、2）